# Bitva u Sitzendorfu
Bitva u Sitzendorfu byla válečným střetem mezi císařskými oddíly armády generála Karla Bonaventury Buquoye a armádou českých stavů pod velením Jindřicha Matyáše Thurna a během českého stavovského povstání na samém počátku třicetileté války. Odehrála se 13. dubna 1620 v místech u městyse Sitzendorf an der Schmida v Dolních Rakousích. Vojsko českých stavů zde bylo poraženo, což de facto představovalo porážku celého českého tažení v Rakousích a jejich následné stažení zpět do Čech.

## Před bitvou

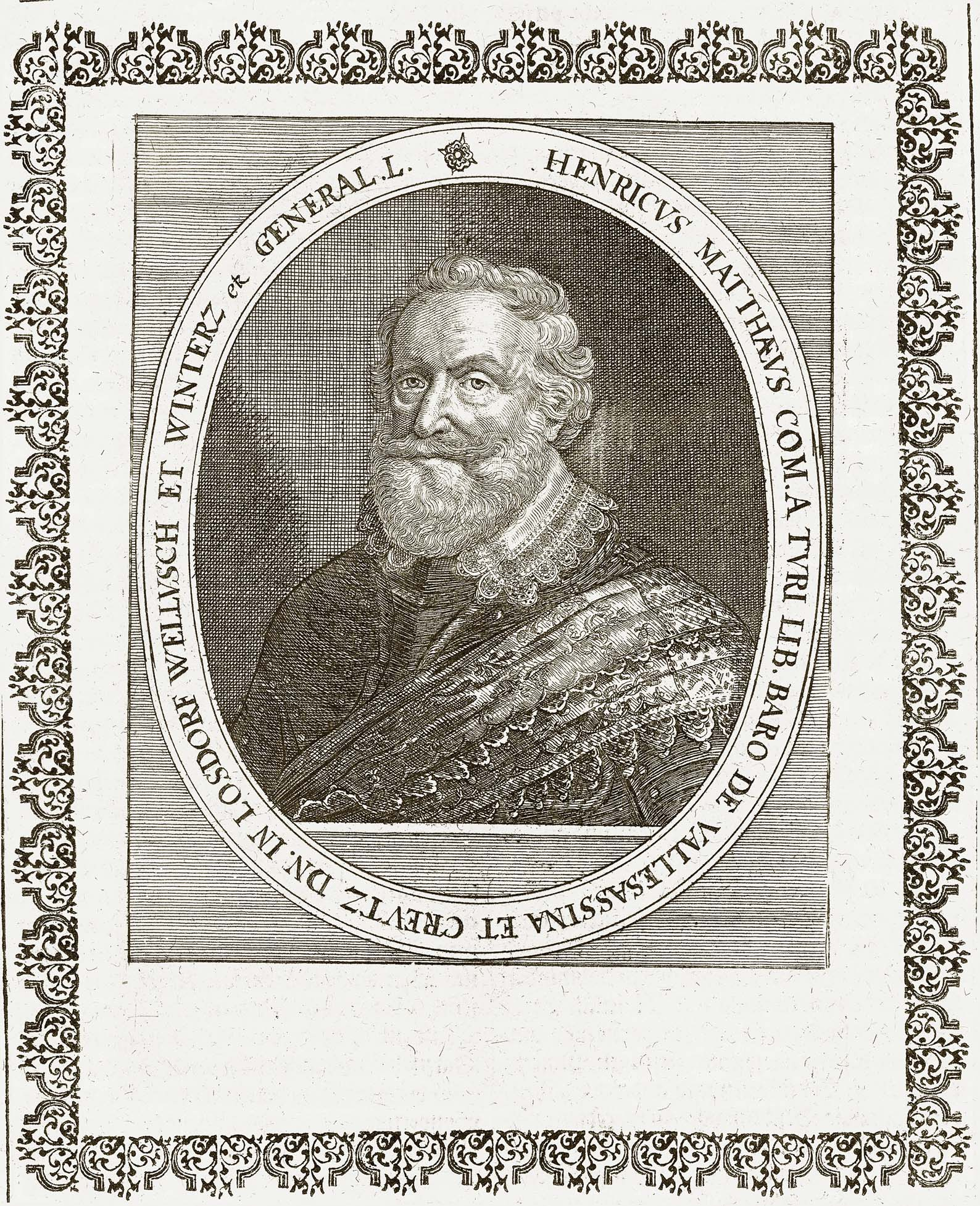
Jindřich Matyáš Thurn, vůdce českého stavovského vojska

Po přijetí Ferdinanda II. za českého krále se vyhrotily spory s českými stavy. Vše vyvrcholilo 23. května 1618, kdy došlo k třetí pražské defenestraci místodržících, čímž vypuklo české stavovské povstání. Stavové si zvolili vládu 30 direktorů a generálem armády se stal hrabě Jindřich Matyáš Thurn. K povstání se přidala pražská a další česká města, žádost o pomoc vyslaná do dalších zemí Koruny české i do zahraničí byla jen málo vyslyšena. Moravský zemský sněm však povstání podpořit odmítl a Karel starší ze Žerotína prosazoval neutralitu a nezávislost Moravy. Pomoc poskytlo pouze Savojsko, které vyslalo dva tisíce žoldnéřů pod vedením Arnošta z Mansfeldu, a Slezsko. Navíc povstání ani nemělo podporu všech, mnozí stavové se spíše přikláněli ke smírnému řešení konfliktu. Přesto Thurn se stavovským vojskem vytáhl k císaři loajálním Českým Budějovicím, kde však dosáhl jen střídavých úspěchů, s ambicí zahájit tažení na Vídeň. Ferdinand II. na svou stranu naopak získal Maxmiliána I. Bavorského a jeho Katolickou ligu, kde byl vojenským velitelem generál Jan Tserclaes Tilly. Španělští Habsburkové mu také vyslali na pomoc vojsko vedené generálem Buquoyem.
Stavové přesto uspěli v bitvách u Čáslavi, u Pelhřimova, u Lomnice, i při Mansfeldově obléhání Plzně, protestanti byli poraženi až v bitvě u Záblatí 10. června 1619. Následně byl Ferdinand II. sesazen z českého trůnu a novým králem byl zvolen Fridrich Falcký.
Začátkem roku 1620 ustupovali kníže Kristián I. z Anhaltu a Jindřich Matyáš Thurn od neúspěšného obléhání Vídně roku 1619, komplikované především rozvodněným Dunajem. V postupu stavovských měla bránit Buqouyova armáda o síle asi 8 000 mužů soustředěná u Eggenburgu, nedaleko rakousko-české hranice. Obě vojska spolu svedla 10. února bitvu u Langenloisu, při které proti stavovským provedl Buqouy úspěsný výpad a v bitvě zvítězil. Česká vojska se však odmítla stáhnout a ve dnech 8. až 11. března svedla s císařskými vojsky vítěznou bitvu u Maisavy, po které donutila císařské k ústupu k Langeloisu a Kremži. Obou střetů se na straně císařských sil zúčastnil také velitel kyrysníků Albrecht z Valdštejna, u Maisavy pak na straně císařských padl nejvyšší velitel valonských jezdců plukovník Adam Lev Licek z Rýzmburka, Valdštejnův dlouholetý přítel. 

## Průběh střetnutí
Vrchní velitel stavovských vojsk Kristián I. z Anhaltu však nepronásledoval císařská vojska nijak razantně, jediným dalším větším vojenským úspěchem stavovských bylo dobytí Retzu obsazeného 500 císařskými vojáky. Poté, co bylo v březnu v Praze rozhodnuto o podpoře rakouského tažení vojskem Petra Mansfelda, sídlícího v Plzni, rozhodl Anhaltův generální štáb o rovedení pokusů o dobytí císařských měst v jižních Čechách (např. České Budějovice) a Anhalt sám frontu 5. dubna opustil. Ve funkci jej zastoupil Jindřich Matyáš Thun, který se čerstvě vrátil z Brna, kde se zotavoval po krátké nemoci. Nezantní a zmatečné vedení s nejistou autoritou velitelů pak vedly k uvolnění morálky českého vojska, kteréžto situace hodlala císařská vojska využit. 
Po téměř měsíční odmlce se 13. dubna Buqouyova o síle asi 3000 mužů a 1300 jezdců pod velením Dampierra přiblížila k městečku Sitzendorf na řece Schmida, poblíž stavovského ležení. Hlavní část vojska zůstala skryta v lese, Dampierrovi jezdci pak zahájili provokativní útok na Sitzendorf, který vyplenili a vypálili. Proti nim rychle zformoval stavovský velitel Linhart Colona z Felsu oddíl čtyř setnin jezdců, která se jim postavila na odpor a po odražení útoku se je Colona, i přes varování svého nadřízeného velitele polního strážmistra Jana Varlicha mladšího z Bubna, vydal se svými muži pronásledovat. Následně jej však napadlo Buqouyovo pěší vojsko a možnost jejich ústupu odřízla císařská jízda. Na pomoc Linhartu Colonovi vypravil Jan z Bubna narychlo svolaných 1500 mužů, kteří se spěšně vydali na pomoc jízdní jednotce. V následných bojích se jim však nepodařilo zabránit téměř úplnému zničení vylákaného jízdního oddílu. 
Dobové zdroje uvádějí stavovské ztráty mezi 400 až 600 padlých a asi 300 zajatých. Sám velitel českého útočného jízdního oddílu Linhart Colona z Felsu byl v bitvě několikrát postřelen a na následky svých zranění o několik dní poté (asi 20. dubna) zemřel u obce Nußbach. Celkem přišlo stavovské vojsko v bitvě o více než 100 důstojníků, často šlechtického původu, včetně zabitého podplukovníka Haugvice a dalších. Rakouské zprávy o ztrátě pouhých třiceti mužů z císařského vojska v bitvě jsou velmi pravděpodobně podsazené, jisté však je, že císařští ztratili v bojích podstatně méně mužstva. Uvádí se, že v bitvě byl zastřelen kůň generála Buquoye, padl jeho rytmist Feming a zraněni rytmistři páni z Handeggenu, Birken a Soré.  
Během bitvy bylo vypáleno několik vesnic a městeček v okolí, včetně samotného Sitzendorfu. 

## Hodnocení bitvy
Porážka českých stavů u Sitzendorfu znamenala v zásadě definitivní ukončení pokusů o vedení války s rakouskou mocí na rakouském území. Ve frontové situaci dubna 1620 nezískala však pro císařské žádnou velkou strategickou výhodu a lze ji tak chápat především jako odplatu za prohraný střet u Maisavy. Znavená a špatně zásobená česká vojska se pak v dalších měsících začala stahovat směrem na jižní Moravu a jižní Čechy, v jejichž postupu je pronásledovala císařská vojska. Jižní Čechy navíc začínal dobývat císařský generál Marradas. V odpověď na probíhající povstání zahájily spojené císařsko-ligistické armády v září 1620 tažení do Čech, jehož výsledkem bylo potlačení rebelie po porážce v bitvě na Bílé hoře 8. listopadu 1620.